# Vinicius Miller
Vinicius Miller, mit vollständigen Namen Vinicius Guirra Miller de Oliveira (* 23. November 1990 in Rio de Janeiro), ist ein brasilianischer Fußballspieler.

## Karriere
Vinicius Miller erlernte das Fußballspielen in den brasilianischen Jugendmannschaften von Botafogo FR und Boavista SC. Von 2013 bis 2018 spielte er bei den brasilianischen Vereinen Ceres FC, AS Arapiraquense, Bonsucesso FC, Macaé Esporte FC, Boavista SC und dem Blumenau EC. 2019 ging er nach Asien. Hier schloss er sich in Myanmar Yangon United an. Der Verein aus Rangun spielte in der ersten Liga, der Myanmar National League. Mit dem Verein gewann er 2019 den General Aung San Shield. Das Endspiel gegen Shan United gewann man mit 4:3 nach Verlängerung. Für Yangon absolvierte er 13 Erstligaspiele und schoss dabei drei Tore. Von Dezember 2019 bis September 2020 war er vertrags- und vereinslos. Im September 2020 nahm ihn der brasilianische Verein Bangu AC aus Rio de Janeiro bis Ende November 2020 unter Vertrag.
Seit dem 1. Dezember 2020 ist Miller vertrags- und vereinslos.

## Erfolge
Yangon United
- General Aung San Shield: 2019